# Ceceídes d'Hermione
Ceceídes d'Hermione (en llatí Ceceides, en grec antic Κηκείδης "Kekeídes") fou un poeta grec ditiràmbic que Aristòfanes cita entre els que pertanyien als bons temps antics, però que ara considerava antiquat. Uns escolis a aquest text d'Aristòfanes diuen que el poeta còmic Cratí d'Atenes menciona a Ceceídes en el seu Πανόπται (Panoptai).